# Droopova kvóta
Droopova kvóta je typ volební kvóty, podle níž se provádí výpočet volebního (mandátového) čísla, tedy určení minimální hranice množství hlasů potřebných k zisku mandátu v rámci prvního skrutinia, a to ve vícemandátových volebních obvodech. V roce 1868 ji představil anglický právník a matematik Henry Richmond Droop (1831–1884), jako alternativu k již existující Hareově kvótě. Představuje nejpoužívanější variantu u volebních systémů jednoho přenosného hlasu (Single transferable vote system) včetně Irska, Severního Irska, Malty a voleb do horní komory parlamentu Austrálie.
Výpočtem je podobná jednodušší Hagenbach-Bischoffově kvótě.

## Droopova kvóta

### Výpočet volebního (mandátového) čísla
Počet všech platných hlasů, které byly odevzdány v konkrétním volebním obvodě je vydělen počtem mandátů náležících na tento volební obvod plus jedna. K tomuto výsledku je dále přičteno číslo jedna.
Volební (mandátové) číslo
{\displaystyle {\frac {\mbox{V}}{{\mbox{S}}+1}}+1}
- V = celkový počet platných hlasů v konkrétním volebním obvodu
- S = počet mandátů v konkrétním volebním obvodu)